# Ashoka đại đế (phim truyền hình)
Ashoka đại đế (tựa gốc: Chakravartin Ashoka Samrat) là một loạt phim xà phòng Ấn Độ năm 2015, được phát sóng trên Colors TV từ năm 2015 đến năm 2016. Bộ phim được tạo ra và kịch bản được viết bởi Ashok Banker. Phim có sự tham gia của Mohit Raina trong vai Ashoka..
Chakravartin Ashoka Samrat dựa trên cuộc đời của Ashoka (304–232 TCN), là hoàng đế thứ ba của vương triều Maurya, Ấn Độ. Drama lịch sử này được sản xuất bởi Contiloe Entertainment và đạo diễn bởi Prasad Gavandi. Bộ phim được phát sóng từ ngày 2 tháng 2 năm 2015 với thời lượng 45 phút phát sóng cho 20 tập đầu. Xê-ri này kết thúc vào ngày 7 tháng 10 năm 2016.

## Nội dung

### Khởi đầu
Ban đầu, bộ phim tập trung vào cuộc sống và chuyện tình yêu của cha mẹ Ashoka: Dharma và Bindusara. Bindusara là vua của Magadh, nhưng mẹ kế của ông, Helena, luôn âm mưu chống lại ông. Trong một lần bị tấn công bởi tay sai của Helena, Bindusara được cứu bởi một cô gái xinh đẹp và thông minh tên là Dharma (còn gọi là Subhadrangi). Cảm kích trước sự khéo léo và tận tâm của cô, Bindusara đem lòng yêu và kết hôn với Dharma. Sau đó, Dharma mang thai. Phần đầu kết thúc khi một trong những người vợ khác của Bindusara, Noor, cùng cha cô ta là Mir Khorasan, tìm cách giết Dharma. May mắn, Dharma hạ sinh một bé trai và đặt tên là "Ashoka" (nghĩa là "không có muộn phiền").

### 14 năm sau
Bộ phim tiếp tục với hành trình của cậu bé Ashoka dưới sự hướng dẫn của Chanakya, người sẽ giúp cậu vượt qua mọi khó khăn. Dharma không tiết lộ thân phận cha ruột của Ashoka, trong khi cậu luôn cố gắng gây ấn tượng với Bindusara bằng tài năng của mình. Trong khi đó, Helena vẫn không ngừng âm mưu chống lại Bindusara.
Người vợ thứ ba của Bindusara, Noor, bí mật kết hôn với Justin, em họ của Bindusara, cùng ngày Bindusara kết hôn với Dharma. Noor sau đó tiết lộ rằng con trai cô, Siamak, thực chất là con của Justin. Helena lập bẫy trong đám cưới của Justin, nhưng Ashoka đã cứu tất cả. Để bảo vệ Helena, Justin thừa nhận tội phản bội và bị xử tử. Sau đó, Helena liên kết với Mir Khorasan, Selecus Nicator và Noor để tiêu diệt Bindusara, Dharma và Ashoka.
Nhờ những manh mối nhất định, Ashoka nhận ra cha ruột của mình chính là Bindusara và cố gắng hàn gắn quan hệ giữa ông và mẹ. Chanakya tin rằng Ashoka sẽ trở thành một hoàng đế vĩ đại nhờ lòng dũng cảm và chính nghĩa. Tuy nhiên, Ashoka không tham vọng ngai vàng, luôn nghĩ rằng Siamak mới là người kế vị xứng đáng. Chanakya cùng Radhagupta và các học trò của mình vẫn âm thầm bảo vệ ngai vàng khỏi những âm mưu của Helena và kẻ thù của Magadh.
Helena lo ngại sự cản trở của Chanakya nên bày mưu giết ông. Trong thời gian này, Chanakya phát hiện Charumitra sử dụng ma thuật đen hại Dharma. Sushima căm ghét Chanakya vì ông luôn ủng hộ Ashoka, trong khi Khalatak ghen tị với ông vì Bindusara tin tưởng Chanakya hơn. Do đó, họ liên minh với Helena để giết Chanakya. Siamak cũng tham gia vì tin rằng cái chết của Justin và Noor là do Chanakya gây ra. Cuối cùng, họ giết được Chanakya. Trước khi trút hơi thở cuối cùng, Chanakya căn dặn Ashoka rằng cách duy nhất để bảo vệ Magadh là trở thành hoàng đế.
Ashoka tin rằng Chanakya không chết do tai nạn mà bị sát hại. Cậu thề sẽ trừng phạt những kẻ gây ra cái chết của ông và hoàn thành di nguyện trở thành hoàng đế Magadh. Trong khi đó, để lật đổ bạo chúa Keechak, Ashoka đến Takshashila. Sau nhiều gian nan, cậu giành chiến thắng và gặp công chúa Kaurwaki của Kalinga, tạo nên một tình bạn chưa từng có giữa hai vương quốc. Dần dần, cả hai yêu nhau. Kaurwaki buộc một sợi chỉ đỏ vào tay Ashoka như minh chứng tình yêu, nhưng cậu không nhận ra. Tình yêu này vấp phải sự phản đối của vua Jagannath, cha Kaurwaki.
Khi trở về Patliputra, Ashoka phát hiện gia đình mình có liên quan đến cái chết của Chanakya. Trong lúc trừng phạt tội phạm, cậu mất kiểm soát và tấn công Sushima, khiến Bindusara tức giận trục xuất cậu khỏi kinh thành. Để bảo vệ con, Dharma mang theo con trai út, Vittashoka, rời Patliputra và định cư tại Ujjain.

### 10 năm sau
Ashoka, nay mang tên Chand, trở thành một người cứng rắn, ngang tàng và đầy thù hận. Anh sống tại Ujjain cùng Dharma và Vit trong nhà thương nhân Dhaniram, cha của Devi. Ở Kalinga, Kaurwaki luôn khao khát gặp lại Ashoka nhưng bị Jagannath ngăn cản. Trong khi đó, tại Patliputra, Bindusara ngày càng tàn nhẫn, còn Sushima trở nên mạnh mẽ hơn nhờ ma thuật đen của Charumitra.
Trong một trận đấu vật giữa Ashoka và Sushima, Dharma cùng Vit xuất hiện, khiến mọi người nhận ra họ. Bindusara tha thứ và muốn họ trở về, nhưng Ashoka từ chối. Lang thang trong rừng, anh gặp lại Kaurwaki. Cùng thời gian đó, Ashoka phát hiện Devi và cha cô bị tra tấn bởi Nirankush và tay sai của hắn. Anh giải cứu họ nhưng Nirankush trốn thoát.
Ashoka trở về Patliputra, tiết lộ rằng chế độ nô lệ đã hoành hành suốt 10 năm qua, đứng sau là một kẻ bí ẩn mang tên Kondna. Về sau, anh phát hiện Kondna chính là Helena và lập bẫy bắt bà ta. Cùng với Lasandra, kẻ thù của Helena, Ashoka buộc Siamak giết bà ta.
Ashoka và Kaurwaki chuẩn bị kết hôn, nhưng một nhà chiêm tinh cảnh báo rằng cuộc hôn nhân này sẽ dẫn đến chiến tranh. Lo sợ, Dharma thuyết phục Ashoka cưới Devi thay vì Kaurwaki. Jagannath ra điều kiện rằng Bindusara phải nhường ngai vàng cho ông sau hôn lễ. Khi biết chuyện, Ashoka tức giận hủy hôn với Kaurwaki và tấn công Jagannath. Cuối cùng, anh quyết định cưới Devi.
Sau đó, Dharma phát hiện sự thật về cái chết của Chanakya nhưng bị Sushima và Siamak bóp cổ đến chết. Siamak trở thành thống đốc Takshashila và triệu tập quân Unani. Trong một trận chiến, Ashoka giết Siamak để báo thù cho mẹ. Trở về Patliputra, anh đối đầu với Sushima, kẻ đang thao túng Bindusara. Trong khi đó, Jagannath vu cáo Ashoka giết Kaurwaki, nhưng Devi kịp thời tìm được cô, minh oan cho Ashoka. Sau cái chết của Bindusara, Ashoka đánh bại Sushima và chính thức trở thành Hoàng đế Magadh.
Devi sinh con trai đầu lòng của Ashoka, Mahinda. Trong một lần lập kế hoạch chiến tranh, Mahinda vô tình làm đau tay mình và bật khóc. Ashoka chỉ trích con trai yếu đuối, khiến Devi tức giận rời đi cùng con trai. Khi mang thai đứa con thứ hai, cô nhận ra Ashoka đã thay đổi quá nhiều.
Sau đó, trận chiến Kalinga nổ ra. Sau khi giành chiến thắng, Ashoka nhận ra hậu quả thảm khốc mà chiến tranh mang lại. Cuối cùng, anh quyết định cải đạo theo Phật giáo, mở ra thời kỳ thịnh trị, đánh dấu sự kết thúc của bộ phim.

## Diễn viên

### Nhân vật chính
- Mohit Raina trong vai Ashoka (còn gọi là Chand):
  - Hoàng đế thứ ba của triều đại Maurya; con trai cả của Bindusara và Dharma; anh trai của Vitashoka; anh em cùng cha khác mẹ với Sushim và Dhrupad; đối thủ lớn nhất của Sushim; chồng của Devi; người yêu của Kaurwaki (thực tế là chồng); cha của Mahinda.
  - Siddharth Nigam trong vai Ashoka thời niên thiếu.
- Kajol Srivastav trong vai Devi:
  - Con gái của Dhaniram; vợ đầu tiên của Ashoka; mẹ của Mahinda.
- Soumya Seth trong vai Kaurwaki:
  - Công chúa của Kalinga; con gái của Jagannath và Vasudha; người yêu của Ashoka (thực tế là vợ thứ hai).
  -  Reem Shaikh trong vai Kaurwaki thời niên thiếu.
- Pallavi Subhash trong vai Hoàng phi Dharma (Subhadrangi):
  - Vợ thứ hai của Bindusara; mẹ của Ashoka và Vitashoka.
- Sameer Dharmadhikari trong vai Hoàng đế Bindusara:
  - Hoàng đế thứ hai của triều đại Maurya; con trai của Chandragupta và Durdhara; con riêng của Helena; anh em cùng cha khác mẹ với Justin; chồng của Charumitra, Dharma, Noor và Subrasi; cha của Sushim, Ashoka, Dhrupad và Vitashoka; cha nuôi của Siamak.
- Ankit Arora trong vai Sushima:
  - Con trai của Bindusara và Charumitra; anh em cùng cha khác mẹ với Ashoka, Vitashoka và Dhrupad; đối thủ lớn nhất của Ashoka; chồng của Chanda.
  - Sumedh Mudgalkar trong vai Sushima thời niên thiếu.
- Manoj Joshi trong vai Đại tư tế Chanakya:
  - Cố vấn hoàng gia và thầy của Chandragupta, Bindusara và Ashoka; thầy của Radhagupt.

### Nhân vật phụ
- Suzanne Bernert trong vai Nữ hoàng Helena:
  - Con gái của Seleucus; vợ thứ hai của Chandragupta; mẹ của Justin; mẹ kế của Bindusara; bà nội của Siamak; bà nội kế của Sushim, Ashoka, Dhrupad và Vitashoka.
- Dev Singhal trong vai Vitashoka (Vit):
  - Con trai út của Bindusara và Dharma; em trai của Ashoka; anh em cùng cha khác mẹ với Sushim và Dhrupad.
- Prinal Oberoi trong vai Hoàng hậu Charumitra:
  - Vợ cả của Bindusara; mẹ của Sushim.
- Heena Parmar trong vai Công chúa Chanda:
  - Quả phụ của Sushima.
- Preet Kaur Madhan trong vai Hoàng phi Subrasi:
  - Vợ thứ tư của Bindusara; mẹ của Dhrupad.
- Ayaan Zubair Rahmani trong vai Dhrupad:
  - Con trai của Bindusara và Subrasi; anh em cùng cha khác mẹ với Sushim, Ashoka và Vitashoka.
- Arhaan Behll trong vai Hoàng đế Chandragupta:
  - Hoàng đế đầu tiên của triều đại Maurya; chồng của Durdhara và Helena; cha của Justin và Bindusara; ông nội của Sushim, Ashoka, Siamak, Dhrupad và Vitashoka.
- Sumit Kaul trong vai Công tước Justin:
  - Con trai của Chandragupta và Helena; anh em cùng cha khác mẹ với Bindusara; người tình bí mật của Noor; hôn phu cũ của Agnishika; cha của Siamak.
  - Dev Singhal trong vai Justin thời trẻ.
- Ankita Sharma trong vai Hoàng phi Noor Khorasan:
  - Con gái của Mir Khorasan; vợ thứ ba của Bindusara; người tình bí mật của Justin; mẹ của Siamak.
- Abhiram Nain trong vai Siamak:
  - Con trai của Justin và Noor; con nuôi của Bindusara; anh em họ của Sushim, Ashoka, Dhrupad và Vitashoka.
  - MD Faizan Khan trong vai Siamak thời trẻ.
- Jitendra Bohra/Dakssh Ajit Singh trong vai Tư tế Radhagupt:
  - Đệ tử của Chanakya; thầy và cố vấn của Ashoka.
- Manoj Kolhatkar trong vai Tể tướng Khallatak:
  - Tể tướng của Bindusara; ban đầu ủng hộ Sushim nhưng sau đó giúp đỡ Ashoka.
- Jaswant Menaria trong vai Nayak:
  - Cựu chỉ huy của Keechak; sau này ủng hộ Ashoka.
- Vikrant Chaturvedi trong vai Mir Khorasan:
  - Cựu chỉ huy của Bindusara; cha của Noor; ông ngoại của Siamak.
- Tej Sapru trong vai Seleucus I Nicator:
  - Cha của Helena; ông nội của Justin; cụ nội của Siamak.
- Manoj Verma trong vai Vua Jagannath:
  - Vua của Kalinga; chồng của Vasudha; cha của Kaurwaki.
- Alefia Kapadia trong vai Hoàng hậu Vasudha:
  - Hoàng hậu của Kalinga; vợ của Jagannath; mẹ của Kaurwaki.